# 백옥담
백옥담(1986년 5월 24일 ~ )은 대한민국의 배우이다.
드라마 신기생뎐 출연 당시 탕웨이 닮은꼴이라는 대사가 나와 화제를 모으기도 했다.

## 연기 활동

### 드라마
- 2007년 MBC 일일연속극 《아현동 마님》 ... 서아가 역
- 2011년 SBS 주말특별기획 《신기생뎐》 ... 단공주 역
- 2012년 JTBC 월화드라마 《신드롬》 ... 고아름 역
- 2013년 MBC 일일연속극 《오로라 공주》 ... 노다지 역
- 2014년 MBC 일일특별기획 《압구정 백야》 ... 육선지 역
- 2015년 KBS2 월화드라마 《별난 며느리》 ... 이하지 역

## 논란
극작가 임성한 조카라는 이유로 오로라 공주 촬영 당시 주요 역할 캐스팅 및 분량 조절의 특혜 논란에 휘말렸다. 그외 임성한의 다수 작품에 캐스팅 되어 특혜 논란에 휘말렸다.